# Deelverhouding
In de meetkunde verstaat men onder de deelverhouding de verhouding van de delen waarin een lijnstuk door een punt verdeeld wordt. Wordt een lijnstuk doormidden gedeeld, dan is de deelverhouding gelijk aan 1. Als het punt {\displaystyle T} op het lijnstuk {\displaystyle AB} ligt, is de deelverhouding gelijk aan het quotiënt van de lengten van de deelstukken: {\displaystyle |AT|/|TB|}. De algemene definitie laat toe dat het "deelpunt" ook buiten het lijnstuk op de verbindingslijn van de eindpunten ligt. De deelverhouding is invariant onder affiene afbeeldingen en parallelprojecties, maar niet algemeen onder projectieve afbeeldingen. Wel invariant onder al deze afbeeldingen is de uit de deelverhouding afgeleide dubbelverhouding.

## Definitie

Deelverhouding

Voor drie collineaire punten {\displaystyle A,B,T} in de euclidische ruimte heet het getal {\displaystyle \lambda } waarvoor geldt:
{\displaystyle {\vec {AT}}=\lambda \cdot {\vec {TB}}},
de deelverhouding waarin {\displaystyle T} het paar {\displaystyle A,B} verdeelt. De deelverhouding wordt genoteerd als:
{\displaystyle \lambda =(ABT)} of {\displaystyle \lambda =(A,\!B;\!T)}
De deelverhouding kan elk reëel getal behalve −1 als waarde aannemen. Het geval {\displaystyle (ABT)=0} houdt in dat {\displaystyle T=A.}
Voor de deelverhouding geldt:
- Als {\displaystyle T} tussen {\displaystyle A} en {\displaystyle B} ligt, is {\displaystyle (ABT)>0}. Men zegt dat {\displaystyle T} het lijnstuk {\displaystyle AB} inwendig deelt.
- Als {\displaystyle T} buiten het lijnstuk {\displaystyle AB} ligt, is {\displaystyle (ABT)<0}. Men zegt dat {\displaystyle T} {\displaystyle AB} uitwendig deelt. Ligt {\displaystyle T} aan de kant van {\displaystyle B}, dan is {\displaystyle (ABT)<-1}; ligt {\displaystyle T} aan de kant van {\displaystyle A}, dan is {\displaystyle -1<(ABT)<0.}

### Vectornotatie
Als de punten {\displaystyle A,B} en {\displaystyle T} de (eindpunten van de) vectoren {\displaystyle \mathbf {a} ,\mathbf {b} } en {\displaystyle \mathbf {t} } voorstellen, wordt de deelverhouding bepaald door:
{\displaystyle \mathbf {t} -\mathbf {a} =(ABT)(\mathbf {b} -\mathbf {t} )}

## Parameter
Als het deelpunt {\displaystyle T} bepaald is door de parameter {\displaystyle t} als:
{\displaystyle {\vec {AT}}=t\cdot {\vec {AB}}}
volgt dat
{\displaystyle {\vec {TB}}=(1-t)\cdot {\vec {AB}}}
zodat de deelverhouding gegeven wordt door:
{\displaystyle (ABT)={\frac {t}{1-t}}}.
Omgekeerd volgt uit de deelverhouding {\displaystyle \lambda =(ABT)} voor de parameter {\displaystyle t:}
{\displaystyle t={\frac {\lambda }{1+\lambda }}}.